# Patricia Turner
Pour les articles homonymes, voir Turner.
Patricia Turner est une auteure et folkloriste américaine.

## Biographie

### Enfance et formation
Elle est titulaire d’une licence en sciences politiques du SUNY College d’Oneonta et d’une maîtrise et d’un doctorat en rhétorique de l’Université de Californie à Berkeley.

### Carrière
De 2004 à 2006, elle a occupé le poste de doyenne par intérim de la Faculté des sciences humaines, des arts et des études culturelles, avant de revenir au poste de vice-rectrice exécutive aux études de premier cycle au printemps 2007.
Patricia Turner a été nommée doyenne principale du Collège de l’UCLA en juin 2016.
Entre décembre 2012 à 2022, elle est doyenne et vice-rectrice de la Division de l’enseignement de premier cycle de l’UCLA.

## Ouvrages
- Patricia A. Turner, « From Lafayette to Barack Obama: Past and Future in a Quilt Exhibit », Transatlantica. Revue d’études américaines. American Studies Journal, no 1,‎ 1er août 2009 (ISSN 1765-2766, DOI 10.4000/transatlantica.4324, lire en ligne, consulté le 19 octobre 2024)